# Buccinum polare
Buccinum polare là một loài ốc biển, là động vật thân mềm chân bụng sống ở biển trong họ Buccinidae.

## Phân bố

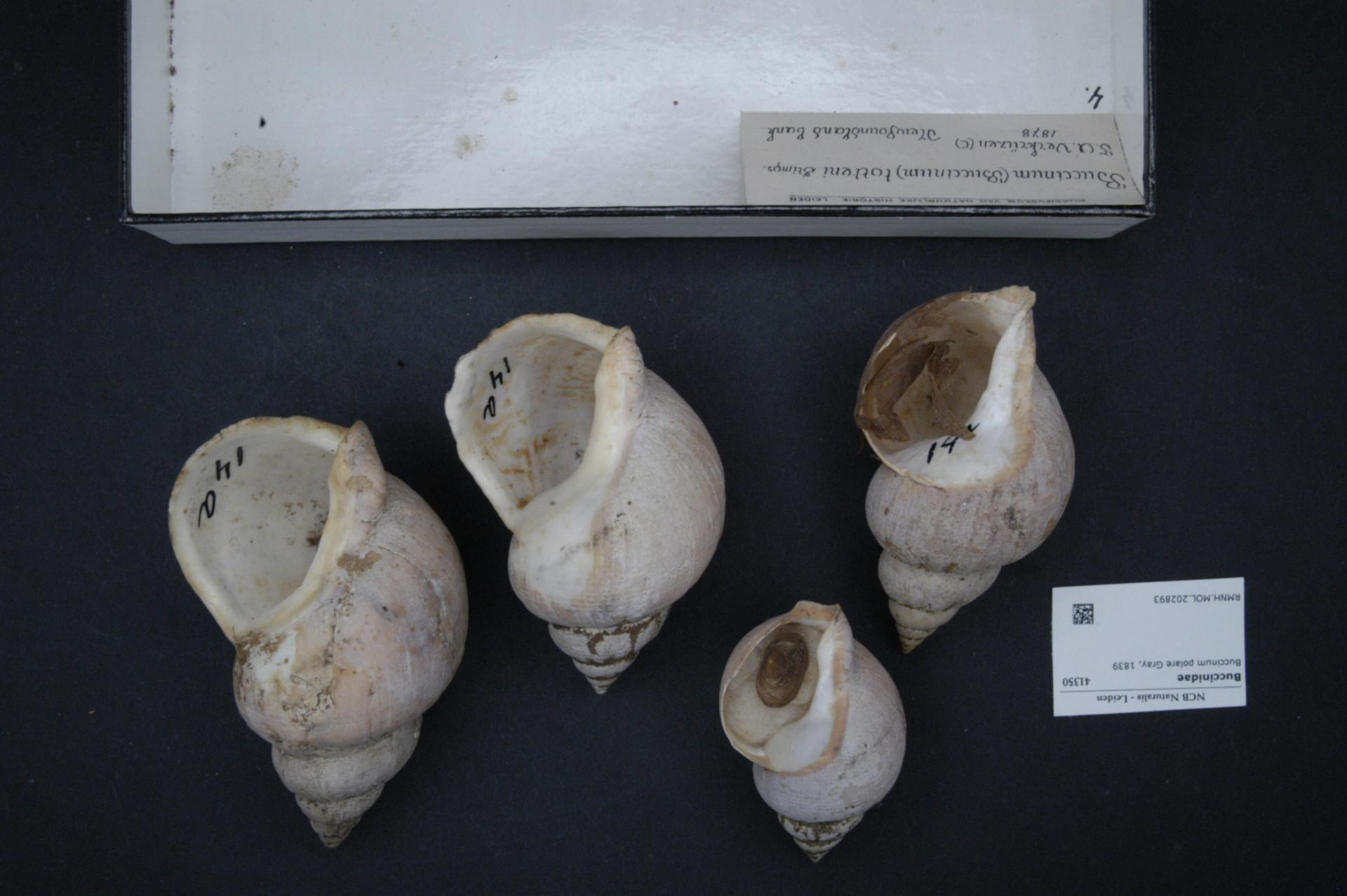
Buccinum polare Gray, 1839